# 流山駅
流山駅（ながれやまえき）は、千葉県流山市流山一丁目にある、流鉄流山線の駅で、同線の終着駅である。駅番号はRN6。関東の駅百選に選定されている。

## 歴史
駅本屋は流山線敷設当初の1916年（大正5年）の建築である。これまでに修理や改造が加えられている。1937年（昭和12年）12月に大規模改築が行われ、1979年（昭和54年）12月にはプラットホームと旅客上屋の延伸が行われた。
1977年（昭和52年）頃の駅舎出入口の表記は「驛」と旧字であった。
1998年（平成10年）には、当時の運輸省関東運輸局から「東京近郊にありながらローカル色のある駅」という理由で、「関東の駅百選」に選定されている。2003年（平成15年）10月6日には駅舎に乗用車が突っ込み壁を大破し、券売機を破壊する事故が起きた。
- 1916年（大正5年）3月14日：開業[3]。
- 1937年（昭和12年）12月25日：駅舎の大規模改築が行われる[3]。
- 1979年（昭和54年）12月26日：ホームと上屋の延伸が行われる[9]。
- 1986年（昭和61年）3月15日：総武流山電鉄の開業70周年を祝う装飾電車の出発式が当駅で行われた。
- 1998年（平成10年）：関東の駅百選の第2回選定駅となる。
- 2007年（平成19年）11月30日：駅舎に併設されていた売店が廃業となる。

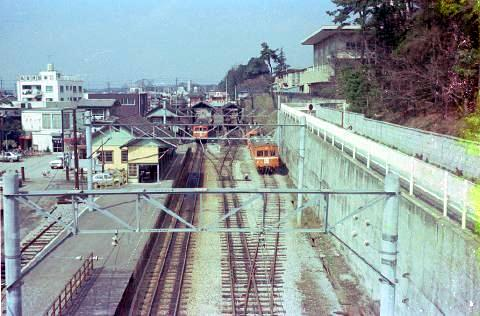
駅構内（1977年3月）

## 駅構造
1面2線の島式ホームを持つ地上駅である。木造駅舎を有する。1番線が駅奥の検車区へ通じ、2番線のみが駅舎前に車止めがある行き止まりとなっている。検車区出入の側線がホーム先に続いている。
夜間滞泊の運用がある。2022年10月17日までは、平日朝通勤時に交互発着が行われていた。

### のりば
| 乗り場 | 路線   | 行先     | 備考       |
| ------ | ------ | -------- | ---------- |
| 1      | 流山線 | 馬橋方面 |            |
| 2      | 流山線 | 馬橋方面 | 朝のみ使用 |

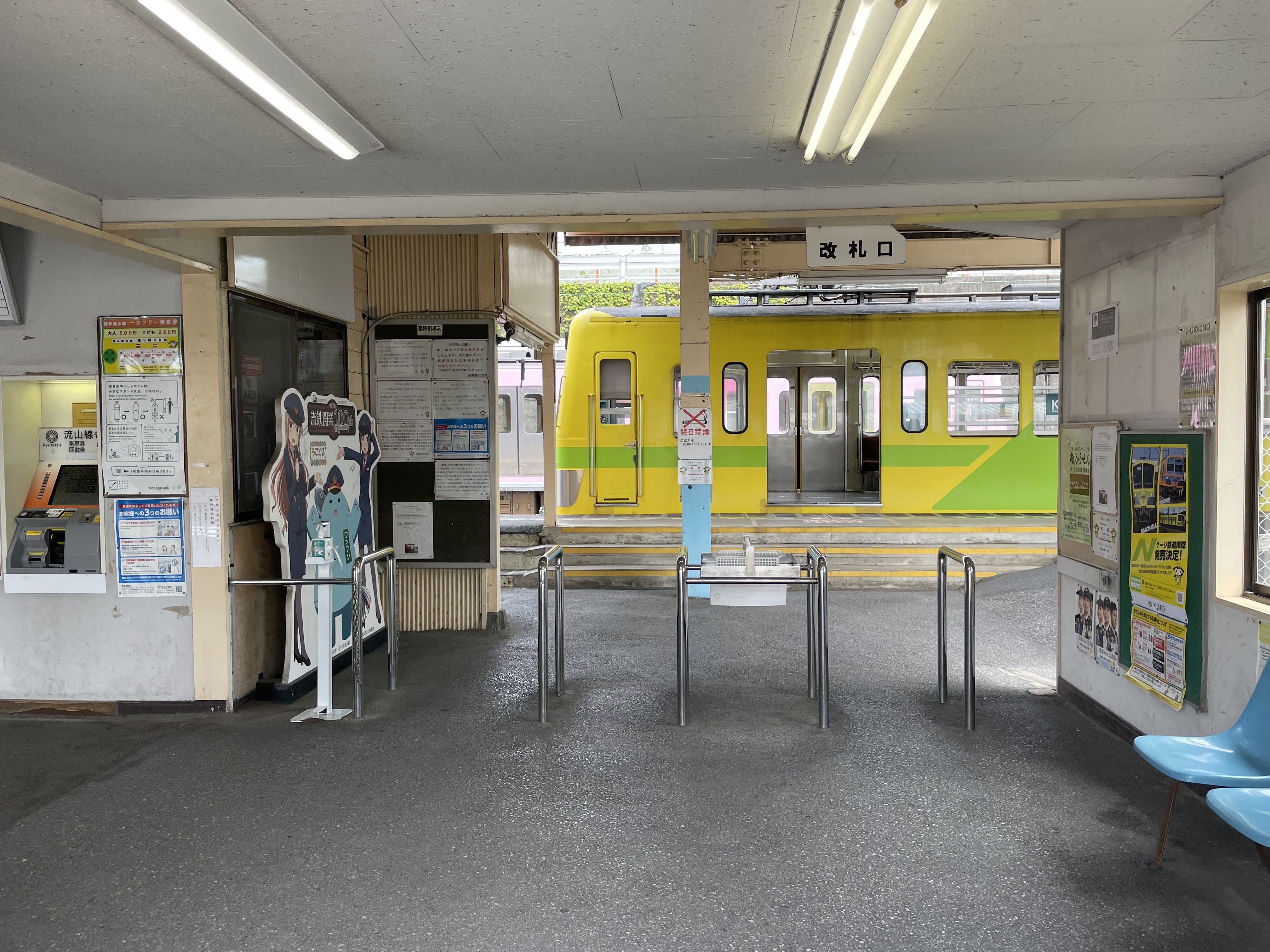
改札口（2022年8月）
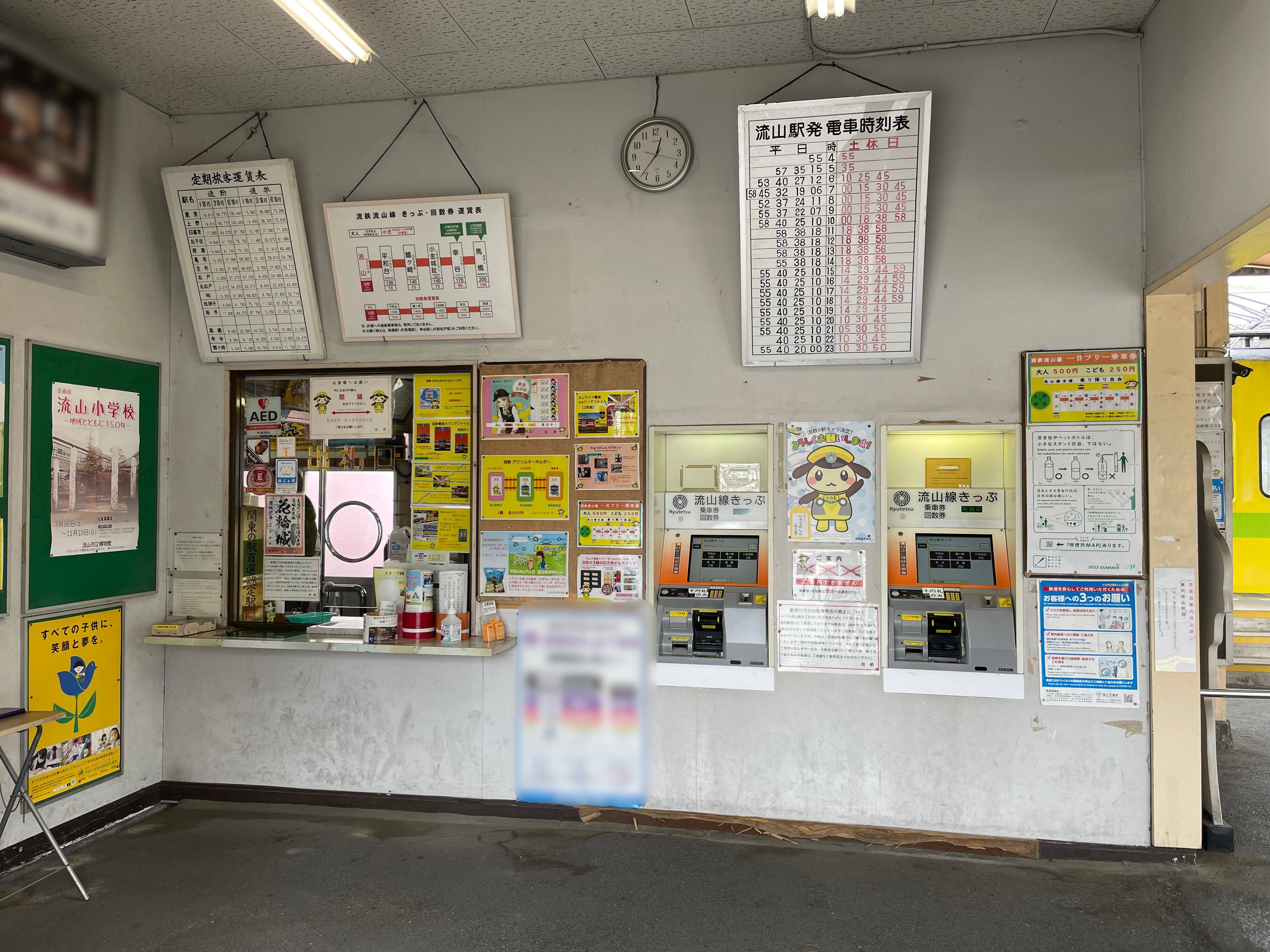
券売機（2022年8月）
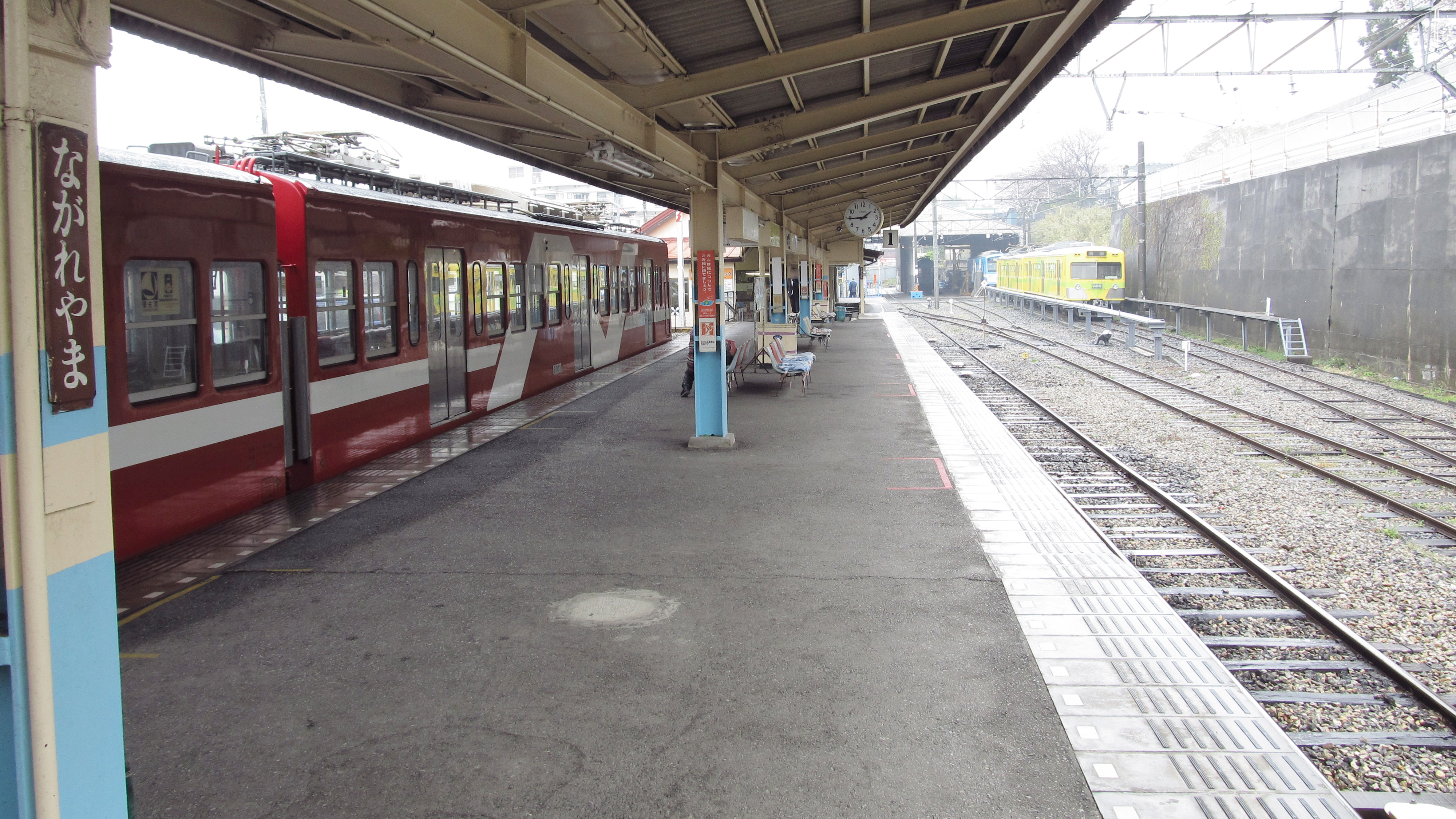
駅ホーム（2013年3月）
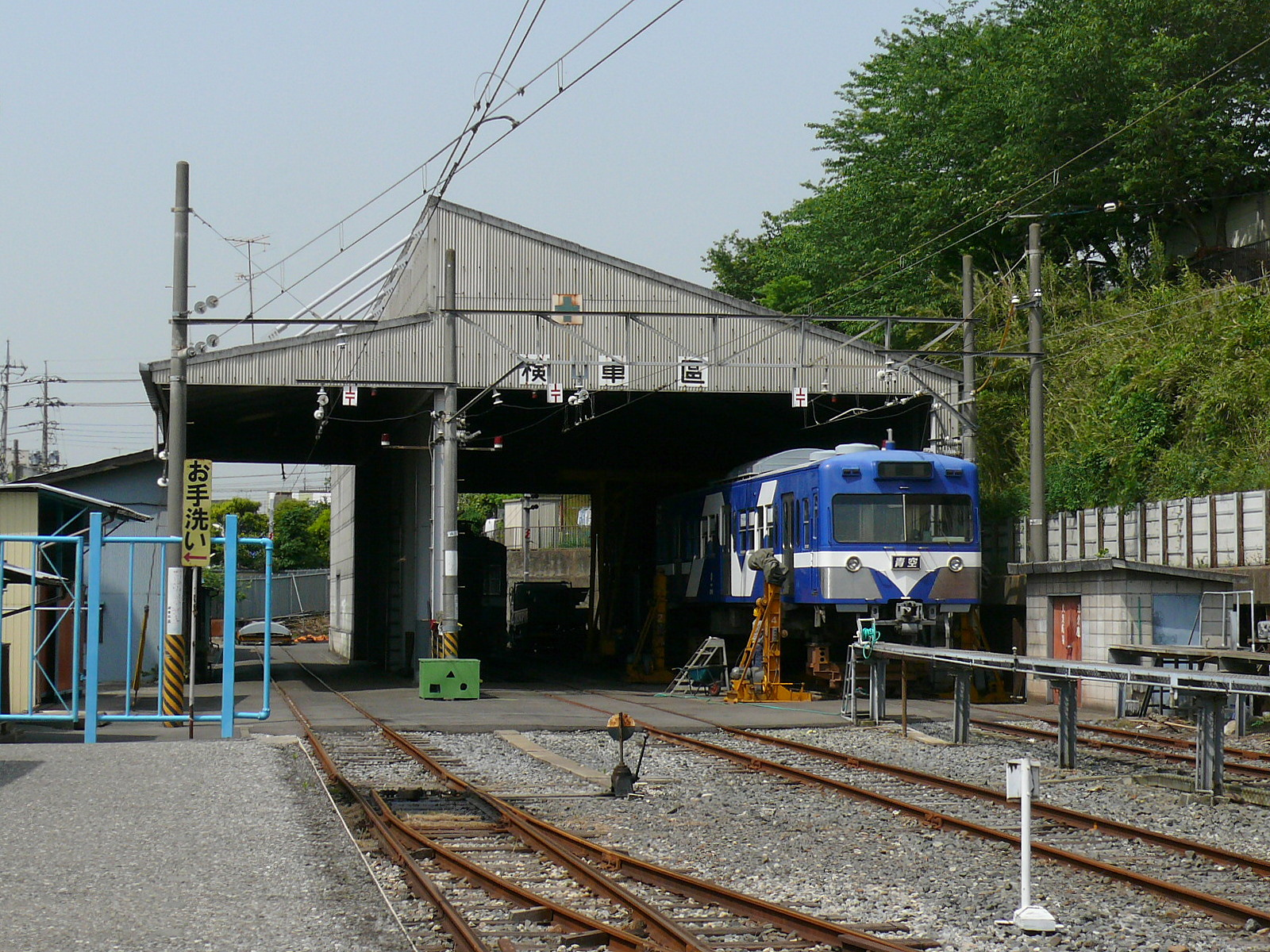
駅構内に設けられた検車区（2008年5月）

## 利用状況
2020年（令和2年）度の一日平均乗車人員は1,045人で、流鉄6駅中3位である。首都圏新都市鉄道つくばエクスプレス 流山セントラルパーク駅が開業した2005年から2006年にかけては1,000人近く乗車人員が減少している。
近年の1日平均乗車人員は下記の通り。
| 年度               | 1日平均 乗車人員 |
| ------------------ | ---------------- |
| 1990年（平成02年） | 3,836            |
| 1991年（平成03年） | 3,968            |
| 1992年（平成04年） | 4,071            |
| 1993年（平成05年） | 4,215            |
| 1994年（平成06年） | 4,153            |
| 1995年（平成07年） | 4,055            |
| 1996年（平成08年） | 4,058            |
| 1997年（平成09年） | 4,070            |
| 1998年（平成10年） | 4,090            |
| 1999年（平成11年） | 3,915            |
| 2000年（平成12年） | 3,894            |
| 2001年（平成13年） | 3,930            |
| 2002年（平成14年） | 3,876            |
| 2003年（平成15年） | 3,814            |
| 2004年（平成16年） | 3,701            |
| 2005年（平成17年） | 2,648            |
| 2006年（平成18年） | 1,785            |
| 2007年（平成19年） | 1,648            |
| 2008年（平成20年） | 1,592            |
| 2009年（平成21年） | 1,484            |
| 2010年（平成22年） | 1,422            |
| 2011年（平成23年） | 1,401            |
| 2012年（平成24年） | 1,418            |
| 2013年（平成25年） | 1,431            |
| 2014年（平成26年） | 1,369            |
| 2015年（平成27年） | 1,467            |
| 2016年（平成28年） | 1,420            |
| 2017年（平成29年） | 1,408            |
| 2018年（平成30年） | 1,404            |
| 2019年（令和元年） | 1,364            |
| 2020年（令和2年）  | 1,045            |

## 駅周辺

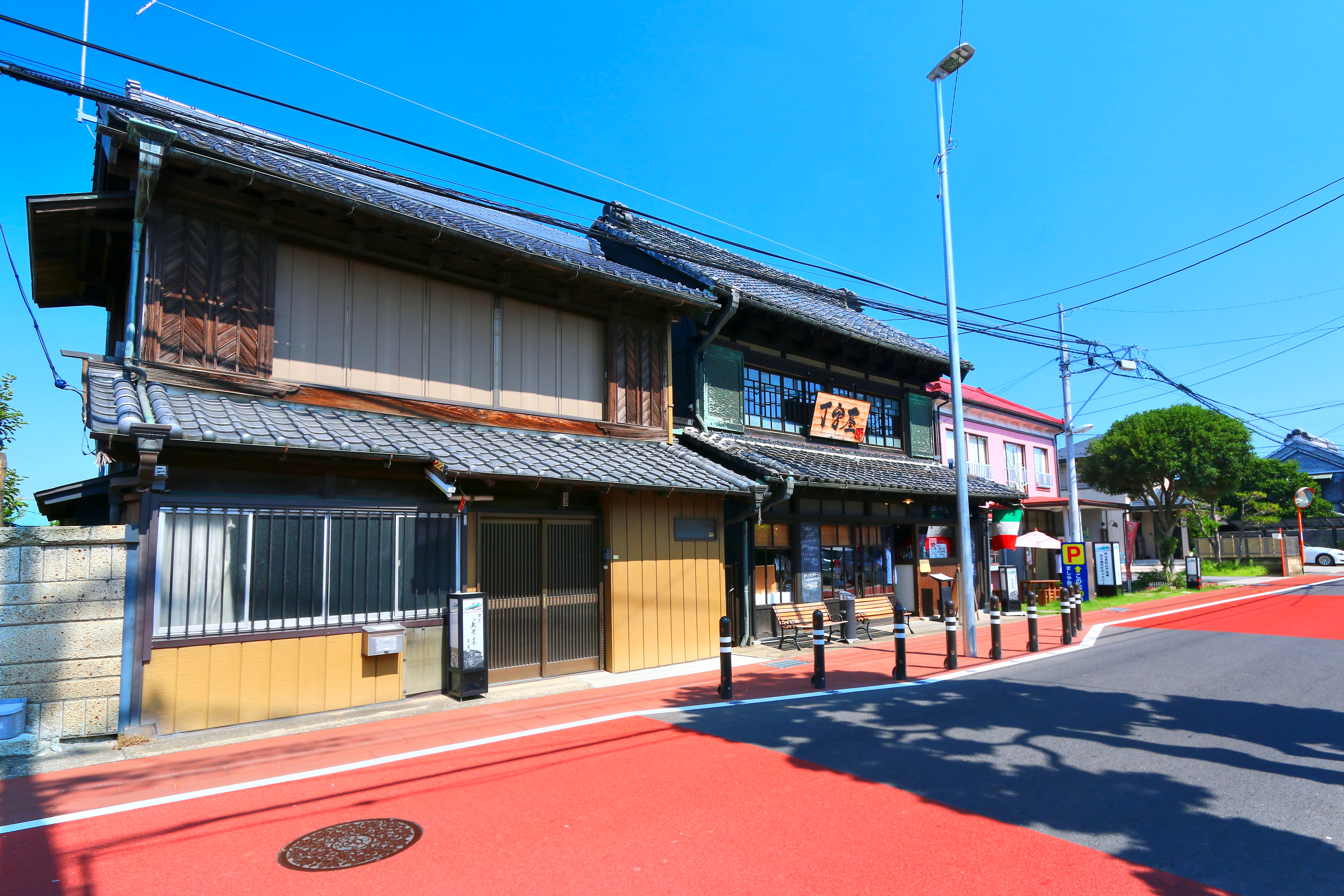
古民家の残る駅周辺（2014年8月）

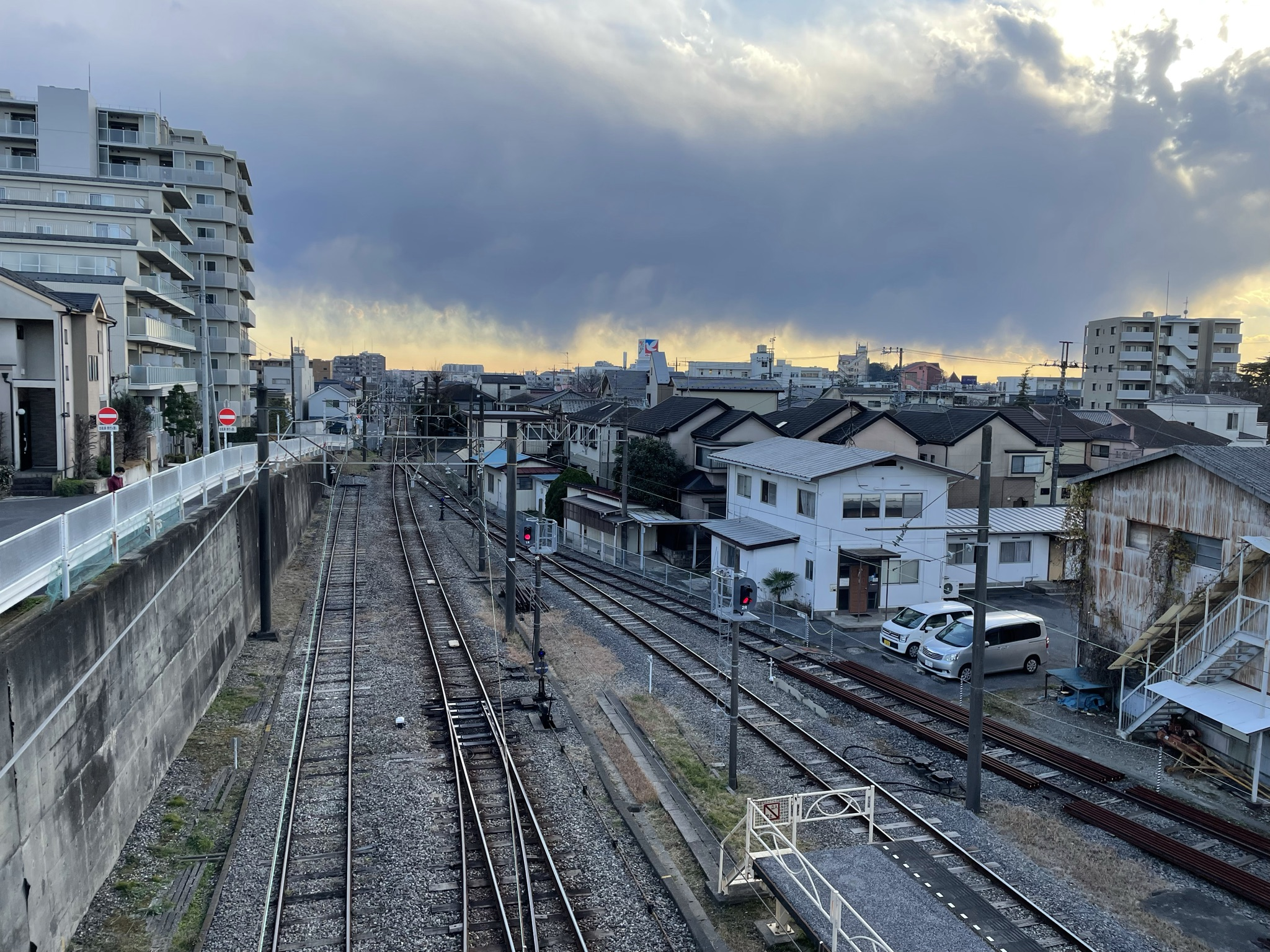
駅南側（2021年12月）

駅舎は旧来の流山市街地に面しており、住宅が多く、近隣を千葉県道5号松戸野田線（流山街道）、千葉県道278号柏流山線が走る。市街地には、国の登録有形文化財に登録されている呉服新川屋店舗、寺田園旧店舗など歴史的町並みが残り、行灯が燈る流山本町の町並みは「行灯回廊」や「江戸回廊」とも呼ばれ観光活用している。古民家が多く、これらを活用したカフェや交流スペース、宿泊施設への活用が取り組まれている。
- 流鉄本社屋（駅構内南側隣接）
- 流山市役所
- 近藤勇陣屋跡（酒造家、長岡家の屋敷）
- 流山平和台郵便局
- 千葉銀行 流山支店
- 東京ベイ信用金庫 流山支店
- キッコーマン 流山工場 - かつては当駅から工場まで引き込み線が伸びていた。万上線。1929年完成、1969年撤去[15]。
- 流山市立博物館・図書館
- 流山市文化会館・中央公民館
- 業務スーパー流山店
- このはな幼稚園

## バス路線
流山街道沿いに「流山駅」「流山駅（三輪野山）」「流山駅前」停留所があり、「流山駅」「流山駅（三輪野山）」には京成バスの松戸駅、江戸川台駅、流山おおたかの森駅方面の便が発着する。「流山駅前」は降車のみで東武バスセントラルの深夜急行バス「ミッドナイトアロー柏・我孫子」（東京発）が発着する。
駅南方（馬橋方）の跨線歩道橋を渡った高台の回転場には「流山駅東口」停留所があり、東武バスセントラルの柏駅方面の便が発着する。なお、当駅の出口は1か所のため「東口」は存在しない。

## 隣の駅
流鉄
 流山線
平和台駅 (RN5)  - 流山駅 (RN6) 